# Arrigas
Arrigas est une commune française située dans l'ouest du département du Gard, en région Occitanie.
Exposée à un climat de montagne, elle est drainée par la Vis, l'Arre, le Bavezon, le ruisseau d'Albagne et par deux autres cours d'eau. Incluse dans les Cévennes, la commune possède un patrimoine naturel remarquable : quatre sites Natura 2000 (le « massif de l'Aigoual et du Lingas », le « causse de Blandas », « les Cévennes » et les « gorges de la Vis et cirque de Navacelles ») et trois zones naturelles d'intérêt écologique, faunistique et floristique.
Arrigas est une commune rurale qui compte 214 habitants en 2022, après avoir connu un pic de population de 932 habitants en 1891. Elle fait partie de l'aire d'attraction du Vigan. Ses habitants sont appelés les Arrigasiens et Arrigasiennes.

## Géographie
|       | Dourbies |          |
| Alzon | Arrigas  | Aumessas |
|       | Blandas  | Arre     |

### Localisation
Arrigas est un village situé dans le Gard, à l'ouest du département, dans les Cévennes faisant partie des communes viganaises. Le hameau de Lembrusquière, de l'autre côté de la vallée de l'Arre, est situé sur son territoire.

### Hydrographie et relief
On attribue souvent la localisation de la rivière de la Vis à la commune.

### Climat
Pour des articles plus généraux, voir Climat de l'Occitanie et Climat du Gard.
En 2010, le climat de la commune est de type climat des marges montargnardes, selon une étude s'appuyant sur une série de données couvrant la période 1971-2000. En 2020, Météo-France publie une typologie des climats de la France métropolitaine dans laquelle la commune est dans une zone de transition entre le climat de montagne et le climat méditerranéen et est dans une zone de transition entre les régions climatiques « Provence, Languedoc-Roussillon » et « Sud-est du Massif Central ».
Pour la période 1971-2000, la température annuelle moyenne est de 11,5 °C, avec une amplitude thermique annuelle de 15,9 °C. Le cumul annuel moyen de précipitations est de 1 505 mm, avec 9,7 jours de précipitations en janvier et 4,3 jours en juillet. Pour la période 1991-2020, la température moyenne annuelle observée sur la station météorologique la plus proche, située sur la commune d'Alzon à 4 km à vol d'oiseau, est de 11,5 °C et le cumul annuel moyen de précipitations est de 1 372,8 mm,. Pour l'avenir, les paramètres climatiques de la commune estimés pour 2050 selon différents scénarios d'émission de gaz à effet de serre sont consultables sur un site dédié publié par Météo-France en novembre 2022.

### Milieux naturels et biodiversité

#### Espaces protégés
La protection réglementaire est le mode d’intervention le plus fort pour préserver des espaces naturels remarquables et leur biodiversité associée,.
Dans ce cadre, la commune fait partie de la zone cœur du Parc national des Cévennes. Ce  parc national, créé en 1967, est un territoire de moyenne montagne formé de cinq entités géographiques : le massif de l'Aigoual, le causse Méjean avec les gorges du Tarn et de la Jonte, le mont Lozère, les vallées cévenoles ainsi que le piémont cévenol.
La commune fait également partie des Cévennes, un territoire  reconnu réserve de biosphère par l'UNESCO en 1985 pour la mosaïque de milieux naturels qui la composent et qui abritent une biodiversité exceptionnelle, avec 2 400 espèces animales, 2 300 espèces de plantes à fleurs et de fougères, auxquelles s’ajoutent d’innombrables mousses, lichens, champignons,.

#### Réseau Natura 2000

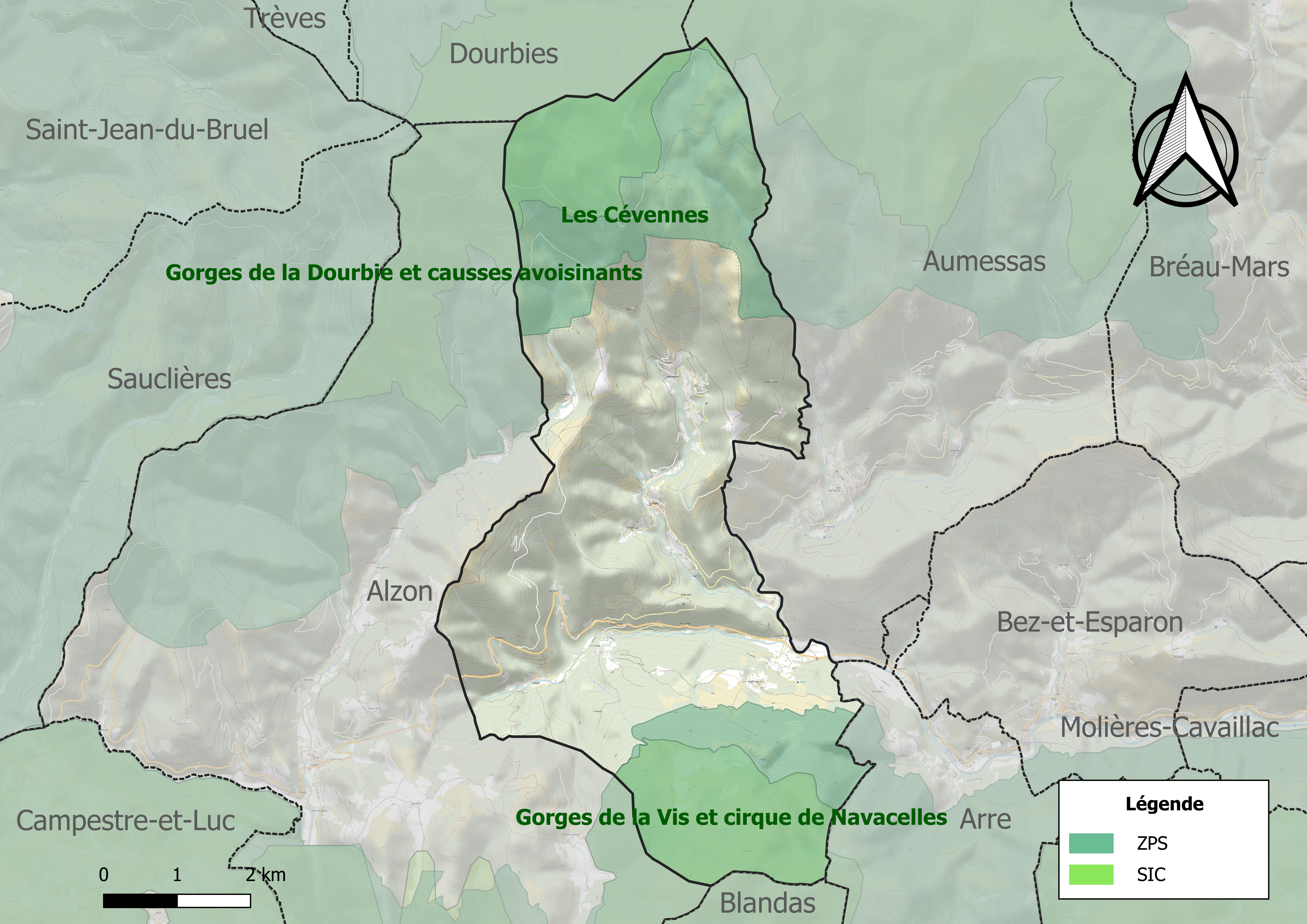
Sites Natura 2000 sur le territoire communal.

Le réseau Natura 2000 est un réseau écologique européen de sites naturels d'intérêt écologique élaboré à partir des directives habitats et oiseaux, constitué de zones spéciales de conservation (ZSC) et de zones de protection spéciale (ZPS).
Deux sites Natura 2000 ont été définis sur la commune au titre de la directive habitats :
- le « causse de Blandas », d'une superficie de 7 913 ha, fait partie des causses méridionaux, un ensemble régional original unique en Europe. Il est le plus grand ensemble de formations herbeuses sèches semi-naturelles en France et abrite un grand nombre d’espèces endémiques[14] ;
- le « massif de l'Aigoual et du Lingas », d'une superficie de 10 546 ha, constituant la ligne de partage des eaux entre Méditerranée et Atlantique. On y trouve des pelouses et landes qu'on peut qualifier de pseudo-alpines, recélant des éléments floristiques des Alpes et des Pyrénées en disjonction d'aire. La diversité spécifique de l'ensemble du site est remarquable, avec en particulier la présence de la très rare Buxbaumia viridis[15] ;

et deux au titre de la directive oiseaux : 
- « les Cévennes », d'une superficie de 92 044 ha, correspondant précisément à la zone centrale du parc national des Cévennes et rassemblant plusieurs ensembles distincts. La diversité des milieux et des paysages permet le maintien d'une avifaune riche et diversifiée : au total, 135 espèces d'oiseaux, dont 22 inscrites à l'annexe 1 de la directive 79-409-CEE, recensées dans la zone centrale du parc, dont une vingtaine d'espèces de rapaces diurnes et sept nocturnes[16] ;
- les « gorges de la Vis et cirque de Navacelles », d'une superficie de 20 277 ha, qui offrent aux oiseaux les milieux nécessaires à la reproduction, à l’hivernage ou au repos en phase migratoire. Il compte, à différentes périodes de l’année, un grand nombre d’espèces remarquables à l’échelle européenne[17].

#### Zones naturelles d'intérêt écologique, faunistique et floristique

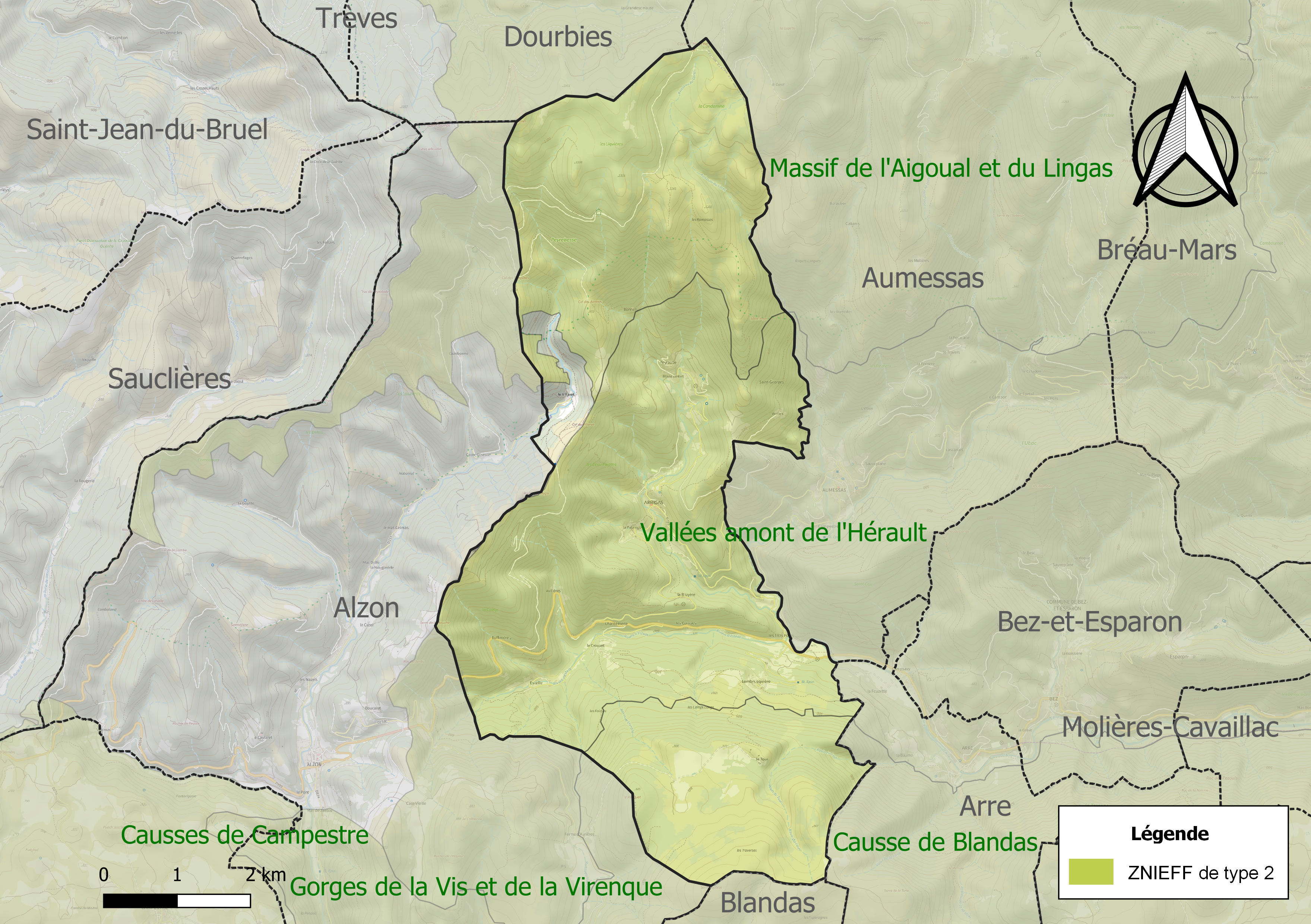
Carte des ZNIEFF de type 2 localisées sur la commune.

L’inventaire des zones naturelles d'intérêt écologique, faunistique et floristique (ZNIEFF) a pour objectif de réaliser une couverture des zones les plus intéressantes sur le plan écologique, essentiellement dans la perspective d’améliorer la connaissance du patrimoine naturel national et de fournir aux différents décideurs un outil d’aide à la prise en compte de l’environnement dans l’aménagement du territoire.
Trois ZNIEFF de type 2 sont recensées sur la commune :
- le « causse de Blandas » (9 113 ha), couvrant 12 communes dont 11 dans le Gard et 1 dans l'Hérault[19] ;
- le « massif de l'Aigoual et du Lingas » (28 495 ha), couvrant 17 communes dont 12 dans le Gard et 5 dans la Lozère[20] ;
- les « vallées amont de l'Hérault » (21 533 ha), couvrant 23 communes dont 22 dans le Gard et 1 dans l'Hérault[21].

## Urbanisme

### Typologie
Au 1er janvier 2024, Arrigas est catégorisée commune rurale à habitat très dispersé, selon la nouvelle grille communale de densité à sept niveaux définie par l'Insee en 2022.
Elle est située hors unité urbaine. Par ailleurs la commune fait partie de l'aire d'attraction du Vigan, dont elle est une commune de la couronne,. Cette aire, qui regroupe 20 communes, est catégorisée dans les aires de moins de 50 000 habitants,.

### Occupation des sols
L'occupation des sols de la commune, telle qu'elle ressort de la base de données européenne d’occupation biophysique des sols Corine Land Cover (CLC), est marquée par l'importance des forêts et milieux semi-naturels (89,7 % en 2018), en augmentation par rapport à 1990 (83,5 %). La répartition détaillée en 2018 est la suivante : 
forêts (61,7 %), milieux à végétation arbustive et/ou herbacée (26,2 %), zones agricoles hétérogènes (10,1 %), espaces ouverts, sans ou avec peu de végétation (1,8 %), prairies (0,1 %). L'évolution de l’occupation des sols de la commune et de ses infrastructures peut être observée sur les différentes représentations cartographiques du territoire : la carte de Cassini (XVIIIe siècle), la carte d'état-major (1820-1866) et les cartes ou photos aériennes de l'IGN pour la période actuelle (1950 à aujourd'hui).

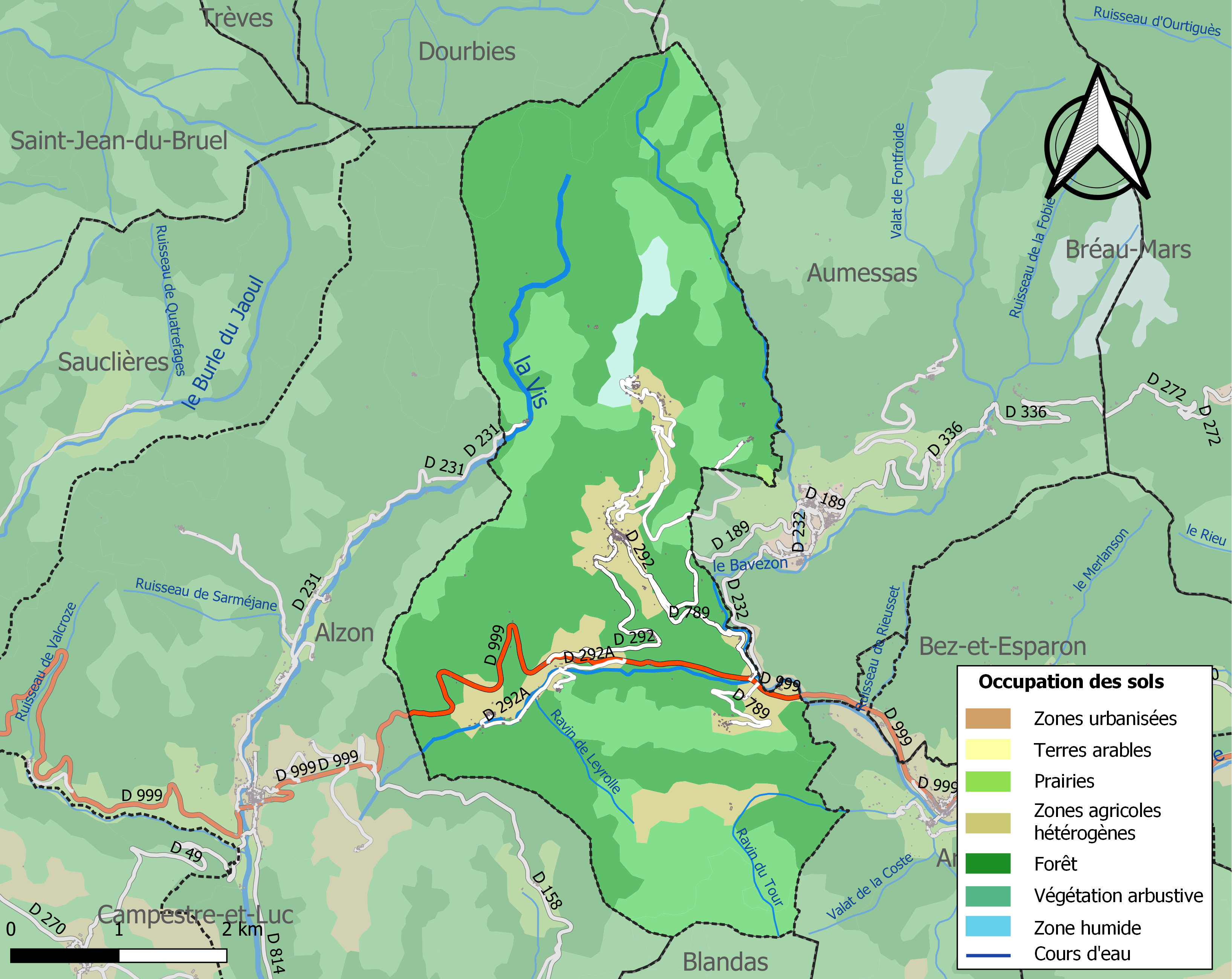
Carte des infrastructures et de l'occupation des sols de la commune en 2018 (CLC).

### Risques majeurs
Le territoire de la commune d'Arrigas est vulnérable à différents aléas naturels : météorologiques (tempête, orage, neige, grand froid, canicule ou sécheresse), inondations, feux de forêts, mouvements de terrains et séisme (sismicité faible). Il est également exposé à un risque particulier : le risque de radon. Un site publié par le BRGM permet d'évaluer simplement et rapidement les risques d'un bien localisé soit par son adresse soit par le numéro de sa parcelle.

#### Risques naturels
Certaines parties du territoire communal sont susceptibles d’être affectées par le risque d’inondation par débordement de cours d'eau, notamment la Vis et l'Arre. La commune a été reconnue en état de catastrophe naturelle au titre des dommages causés par les inondations et coulées de boue survenues en 1982, 1992, 1994, 2003 et 2014,.

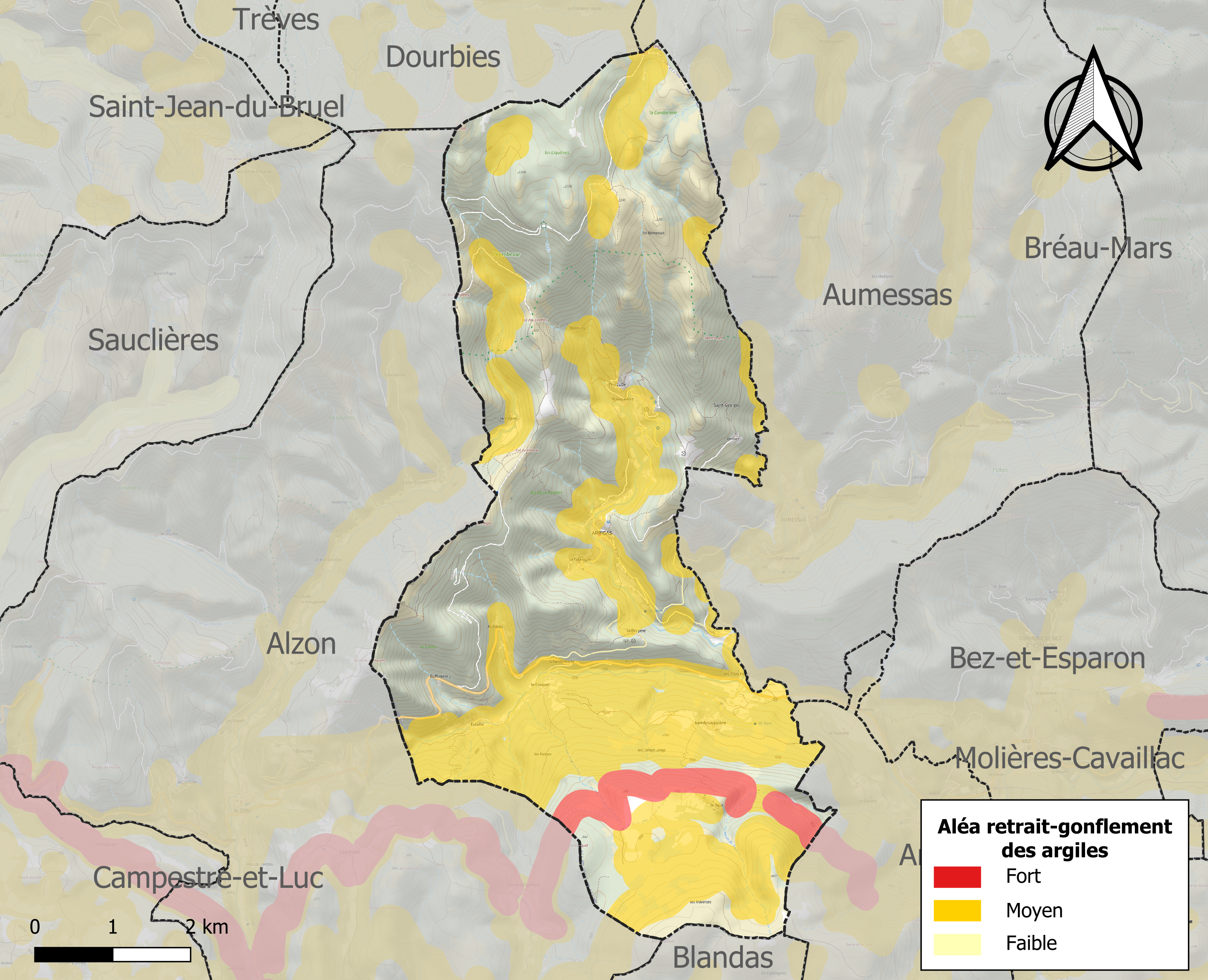
Carte des zones d'aléa retrait-gonflement des sols argileux d'Arrigas.

La commune est vulnérable au risque de mouvements de terrains constitué principalement du retrait-gonflement des sols argileux. Cet aléa est susceptible d'engendrer des dommages importants aux bâtiments en cas d’alternance de périodes de sécheresse et de pluie. 43,7 % de la superficie communale est en aléa moyen ou fort (67,5 % au niveau départemental et 48,5 % au niveau national). Sur les 236 bâtiments dénombrés sur la commune en 2019, 195 sont en aléa moyen ou fort, soit 83 %, à comparer aux 90 % au niveau départemental et 54 % au niveau national. Une cartographie de l'exposition du territoire national au retrait gonflement des sols argileux est disponible sur le site du BRGM,.
Par ailleurs, afin de mieux appréhender le risque d’affaissement de terrain, l'inventaire national des cavités souterraines permet de localiser celles situées sur la commune.

#### Risque particulier
Dans plusieurs parties du territoire national, le radon, accumulé dans certains logements ou autres locaux, peut constituer une source significative d’exposition de la population aux rayonnements ionisants. Certaines communes du département sont concernées par le risque radon à un niveau plus ou moins élevé. Selon la classification de 2018, la commune d'Arrigas est classée en zone 3, à savoir zone à potentiel radon significatif.

## Histoire
(février 2015).
Si vous disposez d'ouvrages ou d'articles de référence ou si vous connaissez des sites web de qualité traitant du thème abordé ici, merci de compléter l'article en donnant les références utiles à sa vérifiabilité et en les liant à la section « Notes et références ».

### Préhistoire
Arrigas possède de nombreux vestiges mégalithiques : dolmen d'Arrigas, sur la route de Peyraube, dolmen de la Peyre Cabussélado à la limite de la commune d'Arre, 3 menhirs renversés au col de Vernes et plus bas au lieu-dit Troulhas.

### Antiquité
Dès l'époque gallo-romaine, ce lieu est le site d'une exploitation minière.

### Moyen Âge
Il est difficile de déterminer la date précise de la fondation du village. Une chose est certaine cependant : contrairement à ce qui fut longtemps admis, ce ne sont pas les bénédictins de Saint-Victor de Marseille, arrivés au début du XIIe siècle, qui sont à l'origine d'Arrigas. Les fouilles réalisées en février 2007 dans le chœur de l'église ont permis de découvrir une tombe à lauzes ainsi que plusieurs sépultures, dont les ossements, analysés en laboratoire à la demande du service régional de l'archéologie, ont pu être datés pour les plus anciens de la période mérovingienne (650-850).
Mais la première trace écrite mentionnant Arrigas apparaît bel et bien dans le cartulaire de Saint-Victor : l'église est mentionnée en 1113 et le monastère en 1135. Au XIVe siècle, pendant la guerre de Cent Ans, l'église est fortifiée.

### Époque moderne
Pendant les guerres de Religion, la famille d'Albignac, seigneurs d'Arrigas, embrasse la Réforme, ainsi qu'une partie de la population. Mais, très vite, par fidélité au roi, d'Albignac change de camp. En 1625, lorsque le duc de Rohan soulève les protestants du Languedoc, Charles d'Albignac prend fait et cause pour Louis XIII : son château du Pont d'Arre est pris par les religionnaires, ainsi que l'église fortifiée d'Arrigas qui est presque entièrement détruite. Quelques mois plus tard, au siège de Creissels, Charles d'Albignac stoppe l'avance des troupes de Rohan, ce qui lui vaut d'être élevé par le roi au rang de baron d'Arre.

### Révolution française et Empire
Après la destruction du Pont d'Arre, la famille d'Albignac remet le château d'Arrigas au goût du jour et s'y installe. Il porte aujourd’hui le nom de « château d'Albignac ». La famille d'Albignac occupe la demeure jusqu'à la mort du général baron Louis Alexandre d'Albignac (1739-1825), maire du Vigan en 1790 et général de division de l'Armée des Alpes. Le château devient ensuite la propriété de son neveu, Marc Antoine de la Tour Lisside (branche de la famille de la Tour d'Auvergne), jusqu'à sa mort en 1848.
La demeure a conservé de belles fenêtres à meneaux des XVe, XVIe et XVIIe siècles et une petite muraille percée de meurtrières donnant sur la place du village (propriété privée, ne se visite pas).

### Époque contemporaine
Une mine de cuivre, zinc et plomb est exploitée intensivement de 1896 à 1907 (au lieu-dit le Teulas). Actuellement, on peut encore voir des traces de cette exploitation (galeries et restes de bâtiments).
En 1895 il y avait une population de près de 600 habitants et le village possédait une poste, un telegraphe et une station.

## Politique et administration

### Liste des maires
| Période                                  | Période  | Identité                  | Étiquette | Qualité                                                                 |
| ---------------------------------------- | -------- | ------------------------- | --------- | ----------------------------------------------------------------------- |
| 1790                                     | 1790     | Louis-Philippe Lassalle   |           |                                                                         |
| 1790                                     | 1791     | Pierre Racanière          |           |                                                                         |
| 1791                                     | 1792     | Étienne Bourrié           |           |                                                                         |
| 1792                                     | 1794     | Pierre Clamens            |           |                                                                         |
| 1794                                     | 1796     | Pierre Racanière          |           |                                                                         |
| 1796                                     | 1798     | Quatrefages               |           |                                                                         |
| 1798                                     | 1807     | Sablier                   |           |                                                                         |
| 1807                                     | 1816     | Jean-François Lassalle    |           |                                                                         |
| 1816                                     | 1832     | Antoine Racanière         |           |                                                                         |
| 1832                                     | 1835     | Antoine Boissière         |           |                                                                         |
| 1835                                     | 1840     | Jean Boudes               |           |                                                                         |
| 1840                                     | 1855     | Alexandre Fonzes-Peyraube |           |                                                                         |
| 1855                                     | 1858     | Jules Malien              |           |                                                                         |
| 1858                                     | 1871     | Amédée Valette            |           |                                                                         |
| 1871                                     | 1876     | Pierre-Jean Ginieis       |           |                                                                         |
| 1881                                     | 1892     | Augustin Racanière        |           |                                                                         |
| 1892                                     | 1900     | Hippolyte Peyraube        |           |                                                                         |
| 1900                                     | 1912     | Antoine Quatrefages       |           |                                                                         |
| 1912                                     | 1919     | Paul Sabatier             |           |                                                                         |
| 1919                                     | 1925     | Jean Paul                 |           |                                                                         |
| 1925                                     | 1935     | Clément Couderc           |           |                                                                         |
| 1935                                     | 1947     | Albert Gounelle           |           |                                                                         |
| 1947                                     | 1981     | Clément Laurens           |           |                                                                         |
| 1981                                     | 1989     | Mathias Basting           |           |                                                                         |
| 1989                                     | 1996     | Ernest Balsan             |           |                                                                         |
| 1996                                     | 2001     | Bernard Calestroupat      |           |                                                                         |
| 2001                                     | En cours | Régis Bayle               | PS        | Professeur, Président de la Communauté de communes, conseiller régional |
| Les données manquantes sont à compléter. |          |                           |           |                                                                         |

## Population et société

### Démographie
L'évolution du nombre d'habitants est connue à travers les recensements de la population effectués dans la commune depuis 1793. Pour les communes de moins de 10 000 habitants, une enquête de recensement portant sur toute la population est réalisée tous les cinq ans, les populations de référence des années intermédiaires étant quant à elles estimées par interpolation ou extrapolation. Pour la commune, le premier recensement exhaustif entrant dans le cadre du nouveau dispositif a été réalisé en 2004.

En 2022, la commune comptait 214 habitants, en évolution de +0,94 % par rapport à 2016 (Gard : +2,97 %, France hors Mayotte : +2,11 %).
| 1793 | 1800 | 1806 | 1821 | 1831 | 1836 | 1841 | 1846 | 1851 |
| ---- | ---- | ---- | ---- | ---- | ---- | ---- | ---- | ---- |
| 560  | 648  | 709  | 714  | 723  | 756  | 760  | 764  | 862  |

| 1856 | 1861 | 1866 | 1872 | 1876 | 1881 | 1886 | 1891 | 1896 |
| ---- | ---- | ---- | ---- | ---- | ---- | ---- | ---- | ---- |
| 868  | 859  | 805  | 759  | 734  | 745  | 809  | 932  | 588  |

| 1901 | 1906 | 1911 | 1921 | 1926 | 1931 | 1936 | 1946 | 1954 |
| ---- | ---- | ---- | ---- | ---- | ---- | ---- | ---- | ---- |
| 649  | 524  | 485  | 424  | 380  | 343  | 319  | 244  | 280  |

| 1962 | 1968 | 1975 | 1982 | 1990 | 1999 | 2004 | 2006 | 2009 |
| ---- | ---- | ---- | ---- | ---- | ---- | ---- | ---- | ---- |
| 281  | 234  | 199  | 187  | 175  | 194  | 177  | 179  | 197  |

| 2014 | 2019 | 2022 | - | - | - | - | - | - |
| ---- | ---- | ---- | - | - | - | - | - | - |
| 211  | 210  | 214  | - | - | - | - | - | - |

## Économie

### Revenus
En 2018  (données Insee publiées en septembre 2021), la commune compte 97 ménages fiscaux, regroupant 184 personnes. La médiane du revenu disponible par unité de consommation est de 18 350 € (20 020 € dans le département).

### Emploi
|                | 2008   | 2013   | 2018   |
| -------------- | ------ | ------ | ------ |
| Commune        | 6,2 %  | 12,2 % | 15,2 % |
| Département    | 10,6 % | 12 %   | 12 %   |
| France entière | 8,3 %  | 10 %   | 10 %   |

En 2018, la population âgée de 15 à 64 ans s'élève à 126 personnes, parmi lesquelles on compte 78,4 % d'actifs (63,2 % ayant un emploi et 15,2 % de chômeurs) et 21,6 % d'inactifs,. En  2018, le taux de chômage communal (au sens du recensement) des 15-64 ans est supérieur à celui du département et de la France, alors qu'en 2008 la situation était inverse.
La commune fait partie de la couronne de l'aire d'attraction du Vigan, du fait qu'au moins 15 % des actifs travaillent dans le pôle,. Elle compte 19 emplois en 2018, contre 18 en 2013 et 25 en 2008. Le nombre d'actifs ayant un emploi résidant dans la commune est de 80, soit un indicateur de concentration d'emploi de 23,7 % et un taux d'activité parmi les 15 ans ou plus de 52,7 %.
Sur ces 80 actifs de 15 ans ou plus ayant un emploi, 16 travaillent dans la commune, soit 20 % des habitants. Pour se rendre au travail, 92,5 % des habitants utilisent un véhicule personnel ou de fonction à quatre roues, 1,3 % s'y rendent en deux-roues, à vélo ou à pied et 6,3 % n'ont pas besoin de transport (travail au domicile).

### Activités hors agriculture
29 établissements sont implantés  à Arrigas au 31 décembre 2019. Le tableau ci-dessous en détaille le nombre par secteur d'activité et compare les ratios avec ceux du département,.
Le secteur du commerce de gros et de détail, des transports, de l'hébergement et de la restauration est prépondérant sur la commune puisqu'il représente 27,6 % du nombre total d'établissements de la commune (8 sur les 29 entreprises implantées  à Arrigas), contre 30 % au niveau départemental.

### Agriculture
|               | 1988 | 2000 | 2010 | 2020 |
| ------------- | ---- | ---- | ---- | ---- |
| Exploitations | 13   | 7    | 8    | 5    |
| SAU (ha)      | 237  | 540  | 81   | 295  |

La commune est dans les Cévennes, une petite région agricole occupant l'ouest du département du Gard. En 2020, l'orientation technico-économique de l'agriculture  sur la commune est l'élevage d'ovins ou de caprins. Cinq exploitations agricoles ayant leur siège dans la commune sont dénombrées lors du recensement agricole de 2020 (13 en 1988). La superficie agricole utilisée est de 295 ha,,.

## Culture locale et patrimoine

### ÉgliseSaint-Genest
Il ne reste plus rien de l'église d'origine construite au XIIe siècle par les moines bénédictins, si ce ne sont quelques fondations en pierres de taille, au niveau de l'abside. L'église a été rebâtie au XVIIe siècle et elle conserve de nombreux vestiges de cette époque comme le magnifique « cul de four » en pierres apparentes qui constitue la voûte du chœur. Au niveau du mobilier : un autel et une statue de la Vierge, en bois polychrome doré à la feuille d'or, datent de l'époque baroque, ainsi qu'un retable du XVIIIe siècle représentant la Nativité et l'Adoration des mages. Le mobilier de l’église comprend également :
- le tableau de saint Guiral, ermite et patron des troupeaux en Cévennes, œuvre de Camille Firmin (1850) ;
- une grande croix de procession en bois polychrome (vers 1815) ;
- les livres des chantres en grégorien (1830).

Dans le sol du chœur, sous une vitre, une tombe à lauzes d'époque mérovingienne, découverte lors de fouilles en 2007, a été conservée apparente. Les ossements ont été datés entre 650 et 850. L'église actuelle recouvre donc une nécropole antérieure à l'époque romane et qui témoigne de l'ancienneté du christianisme en ces contrées.

### Le château d'Albignac
L’origine du château d’Albignac semble incertaine. Certains ouvrages le mentionnent déjà au XIVe siècle. Toutefois, les éléments sculptés les plus anciens retrouvés datent de la première moitié du XVe siècle. Il est modifié à toutes les époques qui suivent. De la fin du Moyen Âge, il conserve une petite muraille percée de meurtrières donnant sur la place du village d’Arrigas et quelques murs. Sa façade présente de belles fenêtres à meneaux des XVe, XVIe et XVIIe siècles, des baies géminées de cette dernière époque également, des corniches en pierre, ainsi que des encadrements de portes en pierre des XVIe et XVIIe siècles. Tout le rez-de-chaussée est constitué de salles voûtées construites très probablement au XVIIe siècle à l'intérieur des murs préexistants.
Après la destruction du château du Pont d'Arre, situé dans le bas d'Arrigas, au XVIIe siècle, la famille d'Albignac  apporte de sérieuses modifications au château d'Arrigas et s'installe définitivement dans cette belle demeure héritée des Béranger de Caladon. Il porte aujourd’hui le nom de « château d'Albignac ».
Les d'Albignac y vivent jusqu'à la mort du général Louis Alexandre d'Albignac (1739-1825), maire du Vigan en 1790 et 
général de division de l'Armée des Alpes. Le château devient ensuite la propriété de son neveu, Marc Antoine de la Tour Lisside jusqu'à sa mort en 1848.
La seconde moitié du XIXe siècle sonne le début de l'agonie pour ces vieilles pierres; le château est divisé et dépecé. Un aménagement des lieux peu heureux dans la seconde moitié du XXe siècle le sauve peut-être de la ruine, mais au prix de son âme…
Acheté en 2011 par des amoureux de la région, le château s'apprête à retrouver son allure et vivre une nouvelle aventure. La restauration de la vieille demeure est en cours…

### Castrum de Saint-Peyre
À proximité du hameau de Vernes se trouve le site archéologique de Saint-Peyre. En approchant du Saint-Peyre, et comme l’on quitte le calschiste pour entrer dans le granit, la draille est revêtue d’un pavement de granit caractéristique : il s’agit des « calades » bien connues en Cévennes. Elle conserve ce revêtement jusqu’au col de l’Homme Mort, avec même un passage, juste avant qu’elle ne débouche au col, où la voie est surélevée par les petits murets de granit qui la supportent. On est ici à un kilomètre à vol d’oiseau du Saint-Guiral, dont Laurent Schneider vient de confirmer l’occupation dès le haut Moyen Âge.
Le rocher de Saint-Peyre se trouve donc à égale distance du col de Vernes et du col de l’Homme Mort, à 1 200 mètres d’altitude environ. Le site naturel est constitué d’un chaos granitique qui surplombe les vallées d’Aumessas et d’Arrigas avec un point de vue sur les cascades de Roque Longue, au-dessus du village d’Aumessas. De par sa topographie, le site peut être aisément fortifié et il présente, effectivement, de nombreux vestiges, provenant visiblement de différentes périodes.
Les aménagements les plus anciens se trouvent sur le rocher granitique de Saint-Peyre, entaillé, en divers endroits, d’encoches susceptibles de faciliter son escalade. Des cupules ont été creusées à son sommet et une pointe de flèche en silex y a été découverte il y a quelques années. Au nord comme au sud du rocher, sur quelques blocs de granit, il y a présence de ces mêmes mystérieuses cupules ovales ou circulaires creusées dans la roche.
Datant probablement de la même période, la célèbre « peyre dé l’autar », ou pierre de l’autel druidique, ainsi nommée par les habitants d’Arrigas à cause des élucubrations de l’abbé Bourilhon  ou de Chante. Située environ vingt-cinq mètres au sud-est, en contrebas du rocher, elle est composée de trois blocs de granit. Le bloc le plus imposant constitue le soubassement du monument. Deux gradins ont été aménagés dans cette masse, l’un de 62 centimètres et l’autre de 70 centimètres de largeur. Dans le dernier de ces gradins, une cupule de grande dimension a été creusée comme pour recueillir un liquide s’écoulant depuis une saignée pratiquée dans la table qui surplombe le monument. Ce « bassin de réception » présente une forme ovale de 41 centimètres pour le petit axe et de 45 centimètres pour le plus long et sa profondeur est de 17 centimètres. Ce bassin disparaît sous la table du monument. Cette table est constituée d’un imposant bloc de granit soutenu par un bloc latéral sur lequel elle s’est affaissée avec le temps. Dans le prolongement du monument, en contrebas des gradins, deux murs parallèles orientés vers le sud-est sont encore bien visibles, avec une porte sur la « façade » ouest. Ces murs s’appuient sur le monument et des encoches de poutres sont taillées juste en dessous des gradins. Des « fonds de marmite » provenant de minerai de cuivre ont été découverts en octobre 2000, affleurants au pied de cet « autel ».
Un habitat très sommaire témoignant de techniques de construction peu recherchées, se présente sous la forme de blocs non taillés posés sur des gros blocs de pierre déjà en place. Des entailles pour les poutres apparaissent ici et là dans la paroi rocheuse contre laquelle ces fonds de cabanes sont adossés.
La majeure partie de l’habitat de Saint-Peyre est constituée au contraire de murs réguliers construits en petit appareil de pierres bien équarries, à tel point qu’au début du siècle dernier, les bergers de Vernes ont réutilisé ces matériaux dans diverses constructions du hameau. Du mortier de chaux apparaît même dans certains murs.
L’occupation du Saint-Peyre est attestée au Moyen Âge par des sources écrites. Le lieu-dit est alors appelé « rocher des Merlets ». Dans une charte datée de 1330, « Aldebert de Cantobre, dict Azemar damoisel, coseigneur du village d’Arrigas et du château de Merlet (…) a recogneu tenir en fief dudit Jean Darmagnac » un certain nombre de droits seigneuriaux dont la haute, basse et moyenne justice, plus une obligation de cinq mois de garde au château de Merlet. Le 9 juillet 1462, son successeur, noble Jacques Azemar, renouvelle la reconnaissance.
Jusqu’en 1675, les comptes rendus des visites pastorales effectuées par les évêques, ou leurs représentants, dans la paroisse d’Arrigas, mentionnent comme dépendance de l’église Saint-Genest d’Arrigas la chapelle Saint-Pierre-des-Merlets. À la fin du XVIIe siècle, Jean Recolin, prêtre et recteur de l’église d’Arrigas, intente un procès aux métayers du mas de la Grandesc (en dessous du Saint-Guiral), pour non-paiement des droits seigneuriaux qu’ils lui doivent quant à la chapelle « fondée par noble Raimond de Roquefeuil en l’honneur de saint Pierre sur le rocher des Merlets, juridiction de Vernes ». La fondation de cette chapelle par Raymond de Roquefeuil vers 1262. C’est le vocable de cette chapelle qui, avec le temps, s’est donc imposé pour remplacer l’ancien nom de « rocher des Merlets. »
Voilà de quoi attester la présence d’une chapelle et d’un « château » sur le Saint-Peyre au Moyen Âge. Sans doute faut-il entendre par « château » un vague « castrum », comparable probablement à celui que Laurent Schneider vient de mettre en évidence pour le Saint-Guiral. Les fondations en pierres régulièrement taillées et jointées à la chaux, que l’on devine sous la pelouse de la plate-forme, au sud du rocher, correspondent sans doute aux vestiges du château ou de la chapelle. Mais que dire de l’habitat situé en contrebas du rocher, côté est ? Il n’a rien assurément d’un « château », pas même d’un castrum. Venu sur le site à ma demande en octobre 2000, Rémi Azémard, professeur agrégé enseignant à l’IUFM de Montpellier, connu pour les fouilles archéologiques d’une nécropole auxquelles il a participé sur le Larzac, déduisait de la forme et de la disposition de l’habitat, la probabilité d’un village médiéval abandonné au XIVe siècle, en relation avec les mines de Peyraube, situées dans la montagne d’Arrigas, en face du Saint-Peyre.
Dans la vallée du Villaret, sur l’ubac de la montagne d’Arrigas, un four gallo-romain fut découvert il y a une trentaine d’années lors de travaux routiers. Côté Peyraube, Philippe Galant, archéologue du SRA spécialisé dans l’archéologie minière, a visité le réseau en 2004 et il a confirmé dans son rapport la présence de galeries anciennes, probablement médiévales. Les mines médiévales de Peyraube ne sont guère éloignées de Saint-Peyre et elles sont reliées directement au site par un très ancien chemin, qui passe au-dessus de Peyraube, et que les anciens appellent « cami ferrat ». Je rappellerai enfin que nous avons découvert en octobre 2000, lors de notre visite sur le terrain en compagnie de Rémi Azémard, des « fonds de marmite » de minerai de cuivre au pied de la « peyre dé l’autar ». On pourrait rajouter à tout cela la tradition orale des anciens du hameau de Peyraube qui rapportent que leurs ancêtres habitaient il y a très longtemps à Saint-Peyre, et que Saint-Peyre était le village des mineurs.
Voici une légende concernant le rocher de Saint-Peyre, colportée par les bergers des alentours il y a encore une trentaine d’années, et rapportée par Adrienne Durand-Tullou : « Selon la tradition, par les nuits de pleine lune, des grondements s’élèvent du rocher et les Mascos – ou les Fobios, selon les interlocuteurs – en sortent et se livrent à des scènes « effrayantes ». Et alors « malheur à ceux qui se trouveraient là ».
Une autre légende prétend que lorsque la chapelle fut  désaffectée, ses cloches furent enfouies sous l’aire de Peyraube et ses ornements, naturellement fort précieux, murés dans une maison du hameau. Dans les années quarante, le curé d’Arrigas, Raymond Martin, convaincu par les propos de sa servante, aurait alors demandé au propriétaire de cette maison de faire des sondages dans les murs de son habitation. Le propriétaire s’exécuta mais il s’arrêta net quelques jours plus tard, refusant de poursuivre. On raconta alors dans le village que des manifestations « bizarres » l’avaient empêché de continuer. Et naturellement, la maison porte malheur.

### Personnalités liées à la commune
- Le général Louis Alexandre d'Albignac (1739-1825), maire du Vigan en 1790 et général de division de l’Armée des Alpes.
- Raymond Martin, le curé résistant et Notre-Dame de la Résistance : né à Vauvert en 1909, dans une famille fort modeste, Raymond Martin est orienté très jeune par sa mère vers la prêtrise et il est ordonné prêtre le 29 juin 1935. Après un vicariat de trois ans à Saint-Hippolyte-du-Fort, il est nommé curé d'Arrigas le 13 mars 1938, quelques jours avant qu'Hitler ne s’empare de l'Autriche. Mobilisé en 1939, comme des millions de jeunes Français de sa génération, Raymond Martin se retrouve prisonnier de guerre. Forte tête, il subit de mauvais traitements et il finit par être déporté en Silésie où il travaille durement pour l’effort de guerre du Reich. Rapatrié sanitaire, il retrouve sa paroisse fin 1942 et, à l'image de son voisin le curé d'Arre, il ne cache pas en chaire ses sympathies pour ceux qui combattent l’occupant. Afin de tromper toute surveillance, l'abbé Martin installe une statue de la Sainte Vierge dans une grotte (ancien sondage minier) située au-dessus de la route du hameau de Peyraube. Agent de liaison du maquis de l'Aigoual, il dissimule dans son bréviaire les messages secrets destinés à la Résistance et, l'air de rien, en se promenant, vient les glisser dans la Vierge de Peyraube : la nuit venue, les soldats de l’ombre n’ont plus alors qu’à venir les chercher discrètement. Son histoire est révélée à l’occasion d’un pèlerinage à la grotte de Peyraube, tous les 15 août, en remerciement au ciel pour la liberté retrouvée. Raymond Martin quitte la paroisse en octobre 1950 et il meurt cinq ans plus tard, victime des mauvais traitements subis dans les camps. Grâce aux jeunes du comité des fêtes d’Arrigas, une statue de la Vierge a été rétablie dans la grotte de Peyraube le 16 août 2008, en présence de l'évêque de Nîmes Robert Wattebled.

## Héraldique
| Blason de Arrigas | Blason  | Bandé d'or et d'azur, au chef de sable chargé d'une aigle aussi d'or. |
| Blason de Arrigas | Détails |                                                                       |